# Ferilla

Model maltańskiej łodzi ferilla wykonany z drewna oliwkowego.

Ferilla lub firilla – tradycyjna łódź rybacka z Malty. Jest podobna do dgħajsy, ale ma mocniejszą konstrukcję. Ferilla rozwinęła się w XVII wieku i była powszechna do około 1900. Niektóre egzemplarze tego typu łodzi nadal istnieją, ale są one rzadkie.

## Historia
Łódź rybacka, która stała się znana jako ferilla, powstała w XVII wieku. Wydaje się, że w tamtym czasie nie miała konkretnej nazwy, a termin „ferilla” odnosił się do rodzaju małej łodzi pasażerskiej, która pływała między Birgu a Islą. W XIX wieku „ferillą” zaczęto nazywać łódź rybacką.
Ferilla używana była stosunkowo blisko lądu, początkowo z powodu strachu przed piratami berberyjskimi. Był to najpopularniejszy typ łodzi używanej przez rybaków maltańskich do około 1900. Kilka egzemplarzy zachowało się do dziś w Marsaxlokk, Saint Paul’s Bay i prawdopodobnie na Gozo. Próbowano wykonać repliki tego typu łodzi z włókna szklanego.
Łódź brała również udział w corocznych regatach wioślarskich odbywających się od 1822 w Grand Harbour 8 września, dopóki w 1935 nie została zastąpiona przez frejgatinę.

## Opis łodzi
Ferilla ma wiele podobieństw do dgħajsa tal-pass, ale jest bardziej wytrzymała, jej użycie nie ograniczało się do osłoniętych portów. Ma wyższą stewę dziobową i wyższą wolną burtę niż dgħajsa. Na dziobie ferilli zwykle przedstawione jest oko Horusa.
Ferilla ma zwykle mniej niż 30 ft (ok. 9,2 m) długości i jest wyposażona zarówno w wiosła, jak i żagle. Łodzie mają zdejmowane „washboard” (boczne ochrony przed chlapiącą wodą).